# Étoile sportive du Blanc-Mesnil Judo
LÉtoile sportive du Blanc-Mesnil Judo est un club de judo basé dans la ville du Blanc-Mesnil dans la Seine-Saint-Denis.

## Histoire
En 2016, plusieurs athlètes (Priscilla Gneto, Astride Gneto, Linsay Tsang Sam Moi, Madeleine Malonga et Margaux Pinot) quittent le club de Levallois SC pour rejoindre l'ESBM,. Le club compte de nombreux autres athlètes de niveau national et international comme   Vincent Limare, Baptiste Pierre, Aurel Diesse, Pierre Duprat, Fatiha Moussa ou Romane Dicko.
En juin 2019, le club remporte les titres masculin (avec notamment Cyrille Maret) et féminin (avec notamment Madeleine Malonga) aux Championnats de France organisés à Trélazé (Maine-et-Loire).
En août 2019 au Japon, Madeleine Malonga est sacrée championne du monde des moins de 78 kg face à la japonaise Shori Hamada, puis en juillet 2021, elle devient vice-championne olympique, battue en finale par cette même judokate. 